# Calendrier solaire thaïlandais

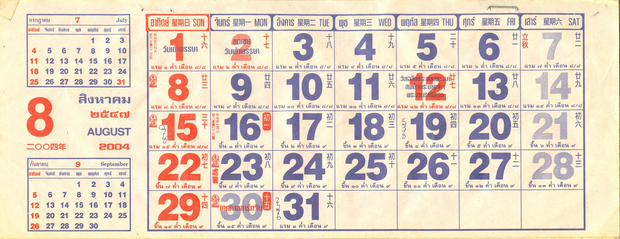
Calendrier sino-thaïlandais typique, montrant le mois calendaire solaire d'août 2547 (2004 calendrier grégorien), ainsi que des dates selon les calendriers lunaires thaïlandais et chinois.

Le calendrier solaire thaïlandais (thaï : ปฏิทินสุริยคติ, rtgs : patithin suriyakhati, « calendrier solaire ») a été adopté par le roi Chulalongkorn (Rama V) en 1888 comme version siamoise du calendrier grégorien, remplaçant le calendrier lunaire thaïlandais en tant que calendrier juridique ; bien que ce dernier soit encore utilisé, en particulier pour les évènements traditionnels et religieux.
Les années sont maintenant décomptées dans l'ère bouddhiste (thaï : พุทธศักราช, พ.ศ., rtgs : Phutthasakkarat) qui compte 543 années de plus que le calendrier grégorien. De nos jours, la nouvelle année débute le 1er janvier comme le calendrier grégorien.

## Mois
Les noms des mois dérivent des noms de l'astrologie hindoue pour les signes du zodiaque. 

Les noms des mois de trente jours se terminent par -ayon (- า ย น), de la racine sanskrit āyana : « l'arrivée de » ; et les noms des mois de 31 jours se terminent par -akhom (- า คม), du sanskrit āgam. Le nom du mois de février se termine par -phan (- พันธ์), du sanskrit bandha : « entravé » ou « lié ». Le jour ajouté à février durant l’année bissextile est nommée Athikasuratin (อธิกสุรทิน).
| En français | En thaï  | Abbr. | Prononciation thaï          | Transcription du sanskrit (signification) | Signe du zodiaque associé |
| ----------- | -------- | ----- | --------------------------- | ----------------------------------------- | ------------------------- |
| Janvier     | มกราคม   | ม.ค.  | mákàraa-khom, mókkàraa-khom | makara (monstre marin)                    | Capricorne                |
| Février     | กุมภาพันธ์  | ก.พ.  | kumphaa-phan                | kumbha (lance)                            | Verseau                   |
| Mars        | มีนาคม    | มี.ค.  | miinaa-khom                 | mīna (une espèce de poissons)             | Poissons                  |
| Avril       | เมษายน   | เม.ย. | meesaǎ-yon                  | meṣa (bélier)                             | Bélier                    |
| Mai         | พฤษภาคม  | พ.ค.  | phrɯ́tsaphaa-khom            | vṛṣabha (taureau)                         | Taureau                   |
| Juin        | มิถุนายน   | มิ.ย.  | míthùnaa-yon                | mithuna (paire)                           | Gémeaux                   |
| Juillet     | กรกฎาคม  | ก.ค.  | kàrákàdaa-khom              | karkaṭa (crabe)                           | Cancer                    |
| Août        | สิงหาคม   | ส.ค.  | sǐnghǎa-khom                | sinha (lion)                              | Lion                      |
| Septembre   | กันยายน   | ก.ย.  | kanyaa-yon                  | kanyā (fille)                             | Vierge                    |
| Octobre     | ตุลาคม    | ต.ค.  | tùlaa-khom                  | tulā (balance)                            | Balance                   |
| Novembre    | พฤศจิกายน | พ.ย.  | phrɯ́tsacìkaa-yon            | vṛścika (scorpion)                        | Scorpion                  |
| Décembre    | ธันวาคม   | ธ.ค.  | thanwaa-khom                | dhanu (arc)                               | Sagittaire                |